# Кастања (Катанцаро)
Кастања је насеље у Италији у округу Катанцаро, региону Калабрија.
Према процени из 2011. у насељу је живело 543 становника. Насеље се налази на надморској висини од 864 м.